# 11295 Gustaflarsson
11295 Gustaflarsson eller 1992 EU28 är en asteroid i huvudbältet som upptäcktes den 8 mars 1992 av UESAC vid La Silla-observatoriet. Den är uppkallad efter den svenske snickaren och författaren Carl Gustaf Larsson.
Asteroiden har en diameter på ungefär 13 kilometer och den tillhör asteroidgruppen Ashkova.